# Съежа
Съежа́ — река на северо-западе европейской части Российской Федерации, по Удомельскому району Тверской области и Боровичскому району Новгородской области, приток реки Уверь.
Длина — 104 км, площадь водосборного бассейна — 1240 км², принадлежит к бассейну Балтийского моря.
Поселение и могильник Юрьевская Горка культуры сопок Удомельского типа, находящиеся на правом берегу реки Съежи в 2 км от озера Удомля, датируются третьей четвертью 1 тыс. нашей эры.

## География и гидрология
Съежа вытекает из западной части озера Удомля, рядом с которым расположен город Удомля и станция железной дороги Сонково — Бологое. Высота истока — 154,7 м над уровнем моря. Сток воды в Сьежу регулируется плотиной у истока реки.
Поначалу река течёт на север, ширина около 10 метров, течение слабое, берега заселены.
После озера Островенского, которое река протекает в 12 километрах от истока, берега повышаются, появляются каменистые перекаты.
В 33 км от устья, по правому берегу в реку впадает река Липенка.
В нижнем течении река поворачивает на северо-запад, ширина увеличивается до 30 — 40 метров, по берегам лес. Нижнее течение Съежи практически не населено.
За 4 километра до устья слева в Съежу слева впадает приток Шабодерка из озера Шабодро, а за несколько сот метров до впадения Съежи в Уверь справа впадает протока из большого озера Болонье.
Устье реки находится в 14 км от устья реки Увери по левому берегу. Высота устья — 131,6 м над уровнем моря.
На протяжении реки её перегораживают несколько плотин.
Река используется водными туристами как начало походов по Мсте.

## Экология
В связи с тем, что река вытекает из озера Удомля, на берегах которой расположена Калининская АЭС, природоохранными организациями ведётся мониторинг состояния воды в Съеже. По состоянию на 2008 год величина удельной активности радиоактивного изотопа водорода трития в озёрах-охладителях Удомля и Песьво и в реке Съежа примерно в 50 раз выше средних значений содержания трития в открытых водоёмах России, что связано со сбросами и выбросами Калининской АЭС (кн. 2, стр. 206, ОВОС ТАЭС).

## Данные водного реестра
По данным государственного водного реестра России относится к Балтийскому бассейновому округу, водохозяйственный участок реки — Мста без р. Шлина от истока до Вышневолоцкого, речной подбассейн реки — Волхов. Относится к речному бассейну реки Нева (включая бассейны рек Онежского и Ладожского озера).
Код объекта в государственном водном реестре — 01040200212102000020643.

## В культуре
- «Золотая осень» — хрестоматийный пейзаж Левитана, замысленный во время его проживания у берегов Съежи